# The Tyets
The Tyets, également connus sous le nom d'Els Tiets (API : [əɫs tiˈɛts]), est un groupe de musique catalane formé par Oriol de Ramon et Xavier Coca de Mataró. Ils se font connaître avec leur premier album Trapetón (2018),, gagnent en popularité à l'été 2019, avec le single RRHH (Tinc una casa) et se font connaître jusqu'en dehors des frontières en 2023 avec le single Coti x Coti. Leur maison de disques est Luup Records.

## Trajectoire
Le 17 février 2023, ils sortent le clip de la chanson Coti x Coti, dans laquelle ils mélangent des styles de musique urbaine comme le reggaeton et de musique traditionnelle catalane comme la sardane. La chanson se place rapidement dans les premières positions des listes musicales des radios des Pays catalans et devient le clip musical catalan le plus vu de 2023 sur YouTube. Le jour de la Sant Jordi en 2023, le groupe se produit au Camp Nou avec cette même chanson,, qui est également répétée lors des célébrations pour l'obtention de plusieurs titres du FC Barcelone. Quelques semaines plus tard, au mois de juin, ils deviennent le premier groupe catalan de l'histoire à atteindre un million d'auditeurs mensuels sur la plateforme Spotify.

## Style musical

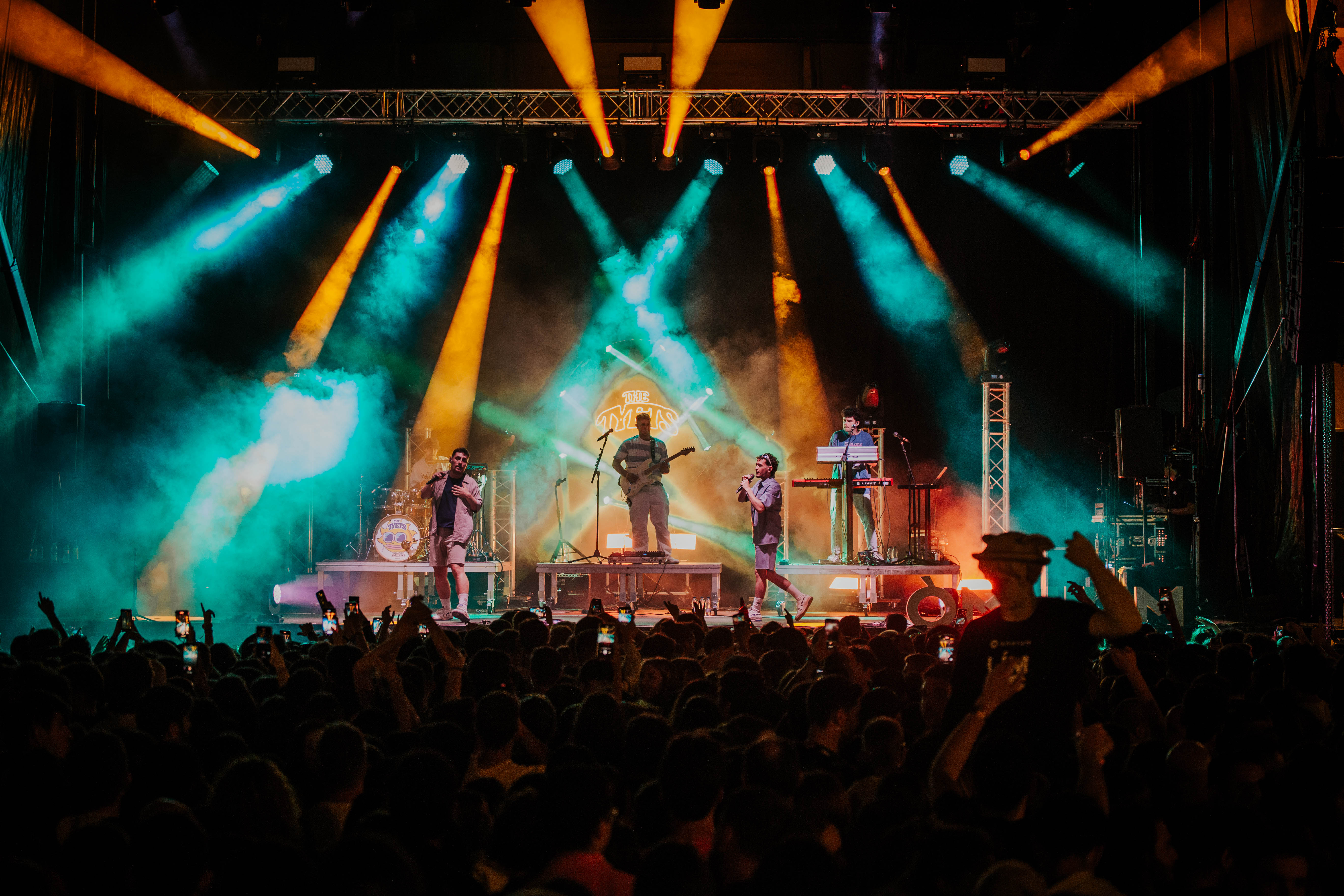
The Tyets au Festival Límbic de Sitges 2023, organisé par Òmnium Cultural.

L'une des particularités de ce groupe est le style de leurs paroles, qui s'éloignent des thèmes habituels du reggaeton et de la trap, comme la drogue ou l'alcool, et se distinguent par des paroles humoristiques. Ils classent eux-mêmes leur genre musical sous l'étiquette de « trapeton ».
Concernant la promotion du catalan, ils sont félicités pour la normalisation du catalan dans le domaine de la musique urbaine et pour avoir contribué à la renaissance et au renouvellement de la scène musicale catalane, avec des sons qui suivent les tendances internationales de la décennie 2020,. Cependant, ils sont également critiqués sur les réseaux sociaux et par des professionnels de la langue pour leur utilisation de castillanismes, notamment avec les rimes, et qui considèrent qu'il existe de bonnes alternatives authentiques en catalan. Cependant, d'autres linguistes, comme Gerard Furest et Rudolf Ortega, ne partagent pas les critiques mais félicitent plutôt le travail du groupe, qui a participé à la valorisation et à la visibilité du catalan, même en dehors des frontières catalanes,.

## Discographie

### Albums
- El Pipeig ( Luup Records, 2020)[17],[18]
- Animalari urbà (Luup Records, 2021)
- Èpic Solete (Luup Records, 2023)
- Nadal Mix 2023 (Luup Records, 2023)[19]

### EP
- Trapetón (Auto-publié, 2018)[3]

### Singles
- Santrap (auto-publié, 2018)[20]
- RRHH (Tinc una casa) (Luup Records, 2019)[6]
- Hamaking (Luup Records, 2019)[21]
- Mala Vida (Luup Records, 2019)[22]
- Me Escapé Con un Trompetista avec Adana, Memi, Vermax3015 (Luup Records, 2019) [23]
- Tremeru avec Maresme Boyz (Luup Records, 2020)
- Fredolics avec Yung Rovelló (Luup Records, 2020)[24]
- Kelly (Enregistrements Luup, 2020)[25]
- Ronaldinho (Enregistrements Luup, 2020)[26]
- BEBESITA (Luup Records, 2020) [27]
- Sacramento avec Kids From Mars, Bounties (Luup Records, 2020) [28]
- Se Queda avec Ferran Palau (Luup Records, 2020)[29]
- Menorca (Luup Records, 2020)[30]
- Txarango al Canet Rock avec La Fúmiga (Luup Records, 2020) [31]
- Amics, tiets i coneguts avec Friends of the Arts (Luup Records, 2021)[32],[33]
- La Dels Manolos avec Los Manolos (Luup Records, 2021)[34]